# Erewash
Erewash ist ein Verwaltungsbezirk mit dem Status eines Borough in der Grafschaft Derbyshire in England. Verwaltungssitz ist die Stadt Ilkeston; weitere bedeutende Orte sind Long Eaton, Ockbrook and Borrowash, Sandiacre und West Hallam.
Der Bezirk wurde am 1. April 1974 gebildet und entstand aus der Fusion des Borough of Ilkeston, des Urban District Long Eaton und eines Teils des Rural District South East Derbyshire.
Koordinaten: 52° 55′ N, 1° 19′ W